# Wrzuta.pl
Wrzuta.pl – polski serwis internetowy istniejący w latach 2006–2017. Serwis umożliwiał użytkownikom przesyłanie własnych plików (głównie wideo i audio) i udostępnianie ich na stronie.

## Historia i działalność portalu
Serwis od początku swojej działalności był jednym z bardziej znanych serwisów internetowych w Polsce. Swoją największą popularność portal przeżywał w latach 2006–2007. W następnych latach serwis notował stały odpływ użytkowników, co doprowadziło do ostatecznego zamknięcia serwisu przez właścicieli. Po zniknięciu w 2017, adres URL tego serwisu przekierowywał na internetową platformę radiową open.fm.

## Problemy z prawami autorskimi
Ze względu na swoją ogólną dostępność serwis miał często problemy w związku z publikacją materiałów niezgodnych z prawami autorskimi. Na kilka lat przed likwidacją administratorzy wyłączyli opcje dodawania treści wideo na stronę. 3 października 2012 ówczesny wydawca serwisu, firma Free4Fresh, podpisała umowę licencyjną ze Stowarzyszeniem Autorów ZAiKS pozwalającą na wynagradzanie autorów dzieł chronionych zrzeszonych w stowarzyszeniu.